# Карпов, Евгений Васильевич
Евгений Васильевич Карпов (1919—2016) — советский прозаик, очеркист, переводчик.

## Биография
Родился 6 октября 1919 года на хуторе Эсауловка, близ станции Россошь Острогожского уезда Воронежской губернии. В этот же день его отец, потомственный железнодорожник Василий Максимович Карпов, командир  бронепоезда, был расстрелян белогвардейцами на станции Таловая.
Окончив семилетнюю школу, приехал в Сталинград. В 1941 году был призван в армию. После плена попал в сталинский лагерь, строил железную дорогу под Мурманском. Затем был на строительстве Сталинградской ГЭС: арматурщик, диспетчер. В 1949-1954 годах учился в Литературном институте имени А. М. Горького — в семинаре Паустовского. После окончания института работал в многотиражке.
В 1954 году в журнале «Смена» был напечатан его первый рассказ «Жемчужина»; в 1959 году в Сталинградском книжном издательстве появилась его первая книга рассказов «Мои родственники», а в 1960 году в ленинградском журнале «Нева» (№ 4) — повесть «Сдвинутые берега» о строительстве Сталинградской ГЭС, которая была впоследствии была переведена на чешский, польский, французский и китайский языки. По ней был снят кинофильм[уточнить]; Карпов в 1961 году был принят в Союз писателей СССР.
В 1967 году переехал в Ставрополь; люди Ставропольского края стали главной темой его творчества. В том же году были изданы его «Чограйские зори». В 1968—1970 годах был ответственным секретарём Ставропольской организации Союза писателей СССР. В 1969 году, в связи с пятидесятилетием, он получил звание Заслуженный работник культуры РСФСР. В том же году Ставропольский драматический театр им. Лермонтова поставил пьесу Е. Карпова «Не родись счастливым».
В начале 1990-х годов переехал в Москву, а затем в Киев.
Умер в 2016 году в Киеве.